# Figurenrede (Epik)
Mit Figurenrede, auch Personenrede, wird die in einem epischen Text bzw. Erzählungen (englisch narrative  productions) versprachlichte und sodann veräußerte Wiedergabe aller Vorstellungen und Gedanken (kognitiv-affektive Prozesse) verstanden, welche eine Figur ausdrückt. Es ist die Art und Weise der Redewiedergabe der Figuren, durch die der Autor in den dargestellten Szenen als Erzähler in Erscheinung tritt.
Damit wird die Figuren- oder Personenrede Teil der Erzähltechnik die, die Verfahrensweise beschreibt, mittels derer die fiktionalen Ereignisse in Sprache gesetzt werden.
Im Drama ist die Figuren- oder Personenrede formal Teil des Haupttextes.
In der Lyrik kann sich das lyrische Ich, zum Beispiel im Rollengedicht mit einer Stimme äußern.

## Differenzierung
So nimmt die „Autorenrede“ die „Erzählerrede“ auf, die ihrerseits die „Figurenrede“ trägt.
Prinzipiell kennzeichnen einen epischen Text zwei verschiedene Sprechformen:
- Erzählerbericht, das sind alle Äußerungen in einem Text, die nicht durch Figuren des Werkes mitgeteilt werden.
- Figurenrede, das sind sämtliche Äußerungen, die eine Figur denkt und spricht.

## Formen
Es werden fünf Formen unterschieden:
- die direkte (wörtliche) Rede; Anzeichen hierfür können im Text Text Doppelpunkt oder Anführungszeichen sein; Zeitdeckung;
- die indirekte (vom Erzähler ausgewählte und zitierte) Rede; Anzeichen sind Nebensatz (Redeeinleitung) und Hauptsatz; Anwendung des Konjunktivs;
- die erlebte Rede; Anzeichen sind die Verwendung des Präteritums sowie die 3. Person Singular;
- der innere Monolog; Anzeichen: 1. Person Singular, Präsens, Indikativ;
- der Bewusstseinsstrom; Anzeichen: assoziative,[5] sprunghafte Gedanken, grammatische Strukturen werden oft nicht beachtet, Lautmalerei.

In der direkten und indirekte Rede werden die ausgesprochenen Gedanken einer Figur wiedergegeben. In der erlebten Rede, dem inneren Monolog und dem Bewusstseinsstrom werden diese „stummen Reden“ nicht direkt mit anderen Figuren in der Szene geteilt. Sie geben die unausgesprochenen Gedanken und Vorstellungen einer Figur wieder. Anders formuliert: sie werden nicht dialogisch in einer sprachlichen Interaktion dargestellt. Dazwischen, gewissermaßen zwischen direkter und indirekter Rede, ist die erlebte Rede angesiedelt – sie ist eine Kombination aus Erzählerbericht und Monolog.